# ثوم جاكسون
ثوم جاكسون (بالإنجليزية: Thom Jackson)‏ هو شخصية أعمال أمريكي، ولد في 14 فبراير 1960 في هاملتن في الولايات المتحدة. عمل لدى عدة شركات من بينها عمله كرئيس تنفيذي لمؤسسة إديسون ليرنينج.